# Love Song (Elton John)
Love Song è un brano country/folk/rock scritto da Lesley Duncan ed interpretato da Elton John. Fu incluso nell'album del 1970 Tumbleweed Connection e successivamente nell'album Sing Children Sing della stessa Duncan nel 1971.

## Il brano
È una delle pochissime canzoni non scritte da lui ad apparire in un suo album; all'epoca, Lesley Duncan era una corista dei quotati session men che accompagnavano Elton durante le session dei suoi primi lavori. Qui Elton non suona incredibilmente il pianoforte (come in quasi tutte le sue produzioni), ma si limita a cantare.
È unanimemente considerata, nonostante la sua semplicità, una delle canzoni più ricercate dell'intero album.
Love Song appare anche nell'album live Here and There (1976) ed è stata oggetto di numerose cover.